# Josep Vicenç Santafé i Llopis
Josep Vicenç Santafé i Llopis (València, 1934 - Sant Quirze del Vallès, 3 de setembre de 2017) fou un paleontòleg i polític valencià que desenvolupà la carrera professional a l'Institut Català de Paleontologia Miquel Crusafont.
Va fer de mestre a l'Escola Pia de Sabadell. Aficionat a la paleontologia, col·laborava amb el Museo de la Ciudad de Sabadell, embrió del que esdevindria l'IPS. Als anys 1960, juntament amb la seva esposa –la Dra. Lourdes Casanovas–, van estudiar la carrera de Geologia a la Universitat de Barcelona. L'any 1976 va obtenir plaça de funcionari de la Diputació de Barcelona, destinat a l'Institut, i dos anys després va presentar la seva tesi doctoral, dedicada a l'estudi dels rinoceronts fòssils d'Espanya.
Juntament amb la seva esposa i amb els doctors Calzada i Sanz, va ser un dels impulsors dels estudis dels dinosaures a l'estat espanyol. Va publicar més de 150 articles científics i la descripció de prop de 30 tàxons nous.
Va ser regidor de Sant Quirze del Vallès.

## Premis i reconeixements
L'any 2001, l'Ajuntament de Sabadell li va concedir la Medalla de la Ciutat al Mèrit Científic per la seva dilatada trajectòria personal i professional vinculada a la ciutat.